# Банон (сир)
Бано́н (фр. Banon) — м'який французький сир із козячого молока.

## Історія
Банон має тисячолітню традицію виготовлення. Він був відомий ще за часів Стародавнього Риму. У лютому 2003 Банон отримав сертифікат AOC.

## Виробництво
Банон виготовляють методом «молочного створожування». Для цього молоко необхідно переробити відразу після доїння, щоб воно не встигло охолонути. В молоко додають сичужну закваску і залишають на 30-45 хвилин для створожування за температури 29-35 °C. В результаті виходить тістоподібна сирна маса. Як форим для дозрівання використовують спеціальні цідилки. Майбутній Банон обмивають в місцевій виноградній горілці, загортають в сушене листя каштану й обв'язують стрічками з листя пальми рафії (лат. Raphia). Сир дозріває в темному льосі за температури 11-14 °C і вологості вище 90%. Для отримання молодих сирів термін дозрівання становить два тижні, напівзрілі — 4-5 тижнів і зрілих — 6-8 тижнів.

## Опис

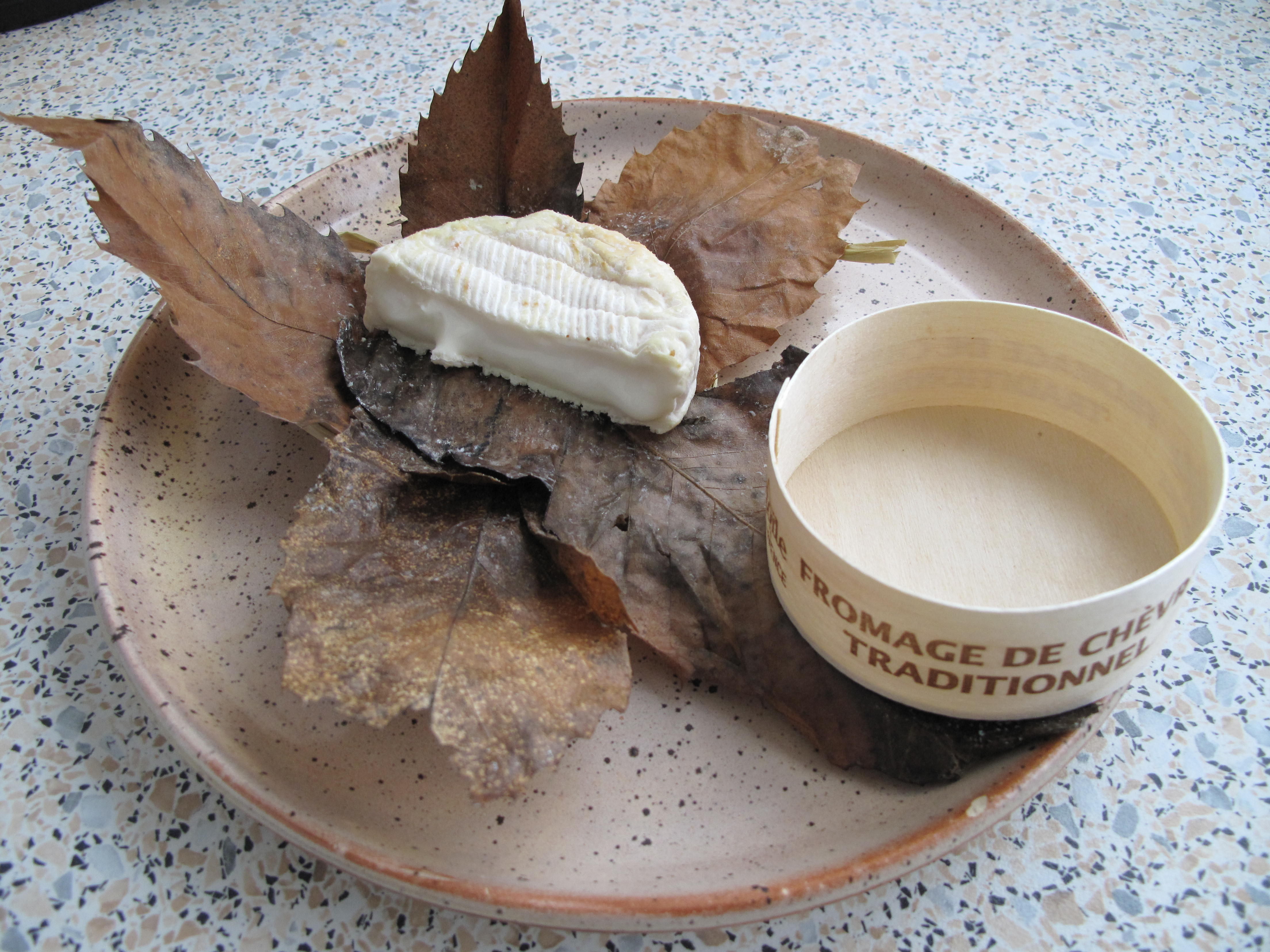

Головка сира має дископодібну форму діаметром 6-7 см, товщиною 2,5-3 см і вагою близько 90-120 г. Листя каштана, в яке загорнутий сир, надає сиру таніни та ефірні олії, зберігає вологість сиру. Банон має суху шкірку солом'яного кольору із легким нальотом сіро-блакитної їстівної цвілі і м'який м'якуш, яку можна їсти ложкою. Жирність сиру — 45 %.
Банон добре поєднується зі свіжими фруктами або спеченими грушами. До сиру найкраще підходить наливка з чорної смородини  Blanc de Cassis .